# Battaglia di Gernsbach
La battaglia di Gernsbach fu uno scontro militare avvenuto il 29 giugno 1849 nei pressi della città di Gernsbach, in Germania tra l'esercito rivoluzionario e le forze federali del Baden.

## Antefatto
Nel 1848, quando la costituzione imperiale approvata dal parlamento di Francoforte fu respinta dai più grandi stati federali e il re prussiano Federico Guglielmo IV rifiutò la corona imperiale, scoppiarono diverse rivolte. Gli scontri iniziarono con l'ammutinamento delle truppe di stanza alla fortezza di Rastadt l'11 maggio 1849. Successivamente, a Offenburg si costituì un governo provvisorio, l'Assemblea di Offenburg. Anche nella cittadina di Gernsbach il sindaco cercò di mantenere l'ordine e la disciplina, e alcuni cittadini ed ex funzionari granducali si riunirono al castello di Eberstein per dissuadere la popolazione dall'aderire alle idee rivoluzionarie. Il granduca Leopoldo nel frattempo si spostò dapprima a Germersheim e poi nella fortezza di Magonza e richiese l'aiuto delle truppe federali, profilandosi ormai imminente uno scontro armato.

## La battaglia

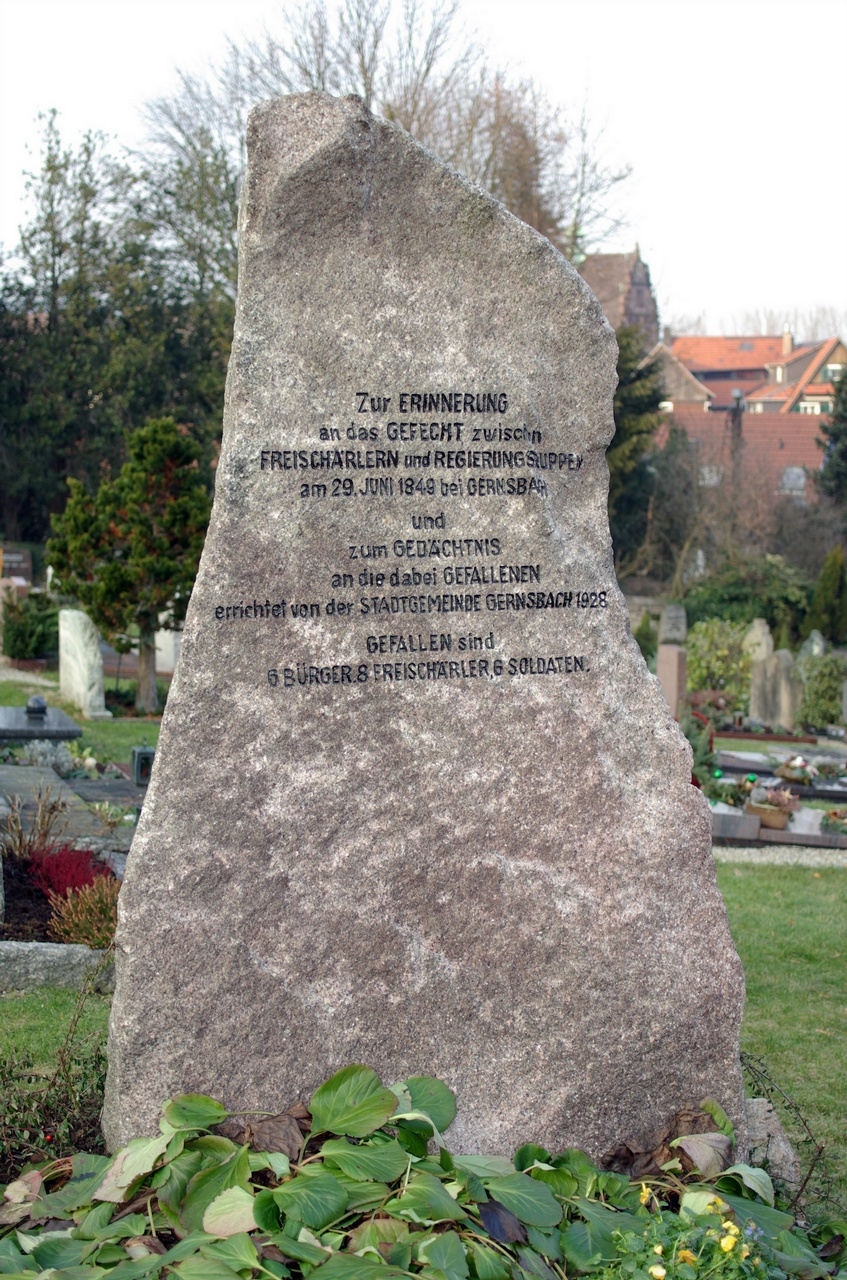
Lapide commemorativa della battaglia di Gernsbach posta nel 1922 presso il cimitero locale

L'esercito irregolare dell'area del Baden, supportato da 15 000 volontari provenienti dal Palatinato al comando del colonnello Blenker, dalla milizia popolare locale, da battaglioni composti da lavoratori e da avventurieri volontari di molti paesi, oltre che da volontari repubblicani guidati da Friedrich Engels e da Karl Schurz, si trovò di fronte alla minaccia di 60 000 uomini del comando federale composto da truppe prussiane, del Württemberg, dell'Assia, del Nassau, del Meclemburgo e della Baviera. I rivoluzionari allora retrocessero in direzione del Murg, verso Gernsbach.
La maggior parte dei cittadini della città fuggì nelle foreste circostanti. La sera del 26 giugno 1849 i rivoluzionari del Palatinato ricevettero rinforzi di ulteriori volontari provenienti dalla valle del Murg.
Verso mezzogiorno del 29 giugno, le truppe federali avanzarono attraverso la regione confinante del Württemberg verso est, e la neutralità del re Guglielmo I di Württemberg venne così infranta. Numerosi furono i morti e gli incendi scoppiati in città e verso sera la città di Gernsbach venne occupata dalle truppe federali. Molti rivoluzionari riuscirono a fuggire, mentre le autorità imponevano severe punizioni e permettevano il saccheggio della cittadina che subì gravi danni alle sue strutture principali. Nello scontro morirono in totale 29 persone, tra le quali sei cittadini.